# Рожков, Евгений Геннадьевич
Евгений Геннадьевич Рожко́в (род. 18 октября 1975 года, Пенза) — российский телеведущий и журналист. Ведущий программы «Вести» на телеканале «Россия-1».

## Биография
Окончил физико-математический факультет Пензенского государственного педагогического университета.
С января 1992 по декабрь 1994 г. работал ди-джеем на радиостанции «Европа+» (Пенза).
С января 1994 по декабрь 2000 г. - корреспондент, ведущий, редактор в частной пензенской телерадиокомпании «Наш дом».
С июля 2000 года - на телеканале РТР в программе «Вести».
С января 2001 года — военный корреспондент «Вестей», затем — парламентский.
С января 2004-го по декабрь 2015 год — политический обозреватель, работал в пуле президента России и премьер-министра России.
В 2014—2017 гг. проходил учёбу в Российской академии народного хозяйства и государственной службы (РАНХиГС).
С января 2015 года работает ведущим информационной программы «Вести» в 11.00 и 14:00, с 2018 года - еженедельно чередуясь с Марией Ситтель, ранее с напарником Игорем Кожевиным. С 21 декабря 2015 года периодически ведёт программу «Вести в 20:00». На период с 9 по 12 мая вёл программу в паре с Ириной Россиус, поскольку Эрнест Мацкявичюс комментировал конкурс Евровидение-2016 в Стокгольме.
В 2016 году - ведущий «Прямой линии с Владимиром Путиным».
С 2018 года во время отпуска Дмитрия Киселёва, чередуясь с Игорем Кожевиным и Эрнестом Мацкявичюсом, ведёт выпуски «Вестей в 20:00» по воскресеньям (вместо программы «Вести недели»).
23 и 30 января 2022 года вёл программу «Неделя в городе».

## Санкции
7 января 2023 года, на фоне вторжения России на Украину, как «ключевой рупор кремлёвской пропаганды», внесён в санкционные списки Украины. Санкции предполагают блокировку активов, полное прекращение коммерческих операций, остановку выполнения экономических и финансовых обязательств.

## Личная жизнь
Женат на Ирине Рожковой.
Имеет 2 детей: дочь — Анастасия, сын — Дмитрий.

## Награды
- Благодарность Правительства Российской Федерации (31 марта 2009 года) — за активное участие в освещении деятельности Председателя Правительства Российской Федерации[8].
- Благодарность Правительства Российской Федерации (31 марта 2010 года) — за активное участие в освещении деятельности Председателя Правительства Российской Федерации[9].
- Благодарность Правительства Российской Федерации (3 марта 2012 года) — за активное участие в освещении деятельности Председателя Правительства Российской Федерации[10].
- Медаль «За отвагу» (2014)[11].
- Орден Дружбы (12 мая 2016 года) — за большие заслуги в развитии телевидения и радиовещания, многолетнюю плодотворную деятельность[12].